# Río Arize
El río Arize es un río de Francia, un afluente por la derecha del río Garona, en el cual desemboca frente a Carbonne (Alto Garona). Nace a 1355 m sobre el nivel del mar, en el macizo del Arize, en los Pirineos, en el departamento de Ariège. Su longitud es de 84 km. Su cuenca tiene una extensión de 476 km².
En los primeros cuatro o cinco kilómetros de su recorrido se le llama Péguère. Forma la gruta del Mas-d’Azil, atravesada por el río y por una carretera (D119). No hay grandes poblaciones a lo largo de su curso (destacan Montesquieu-Volvestre, Rieux y Carbonne). Se pueden encontrar ejemplares de desmán de los Pirineos.

## Enlaces externos

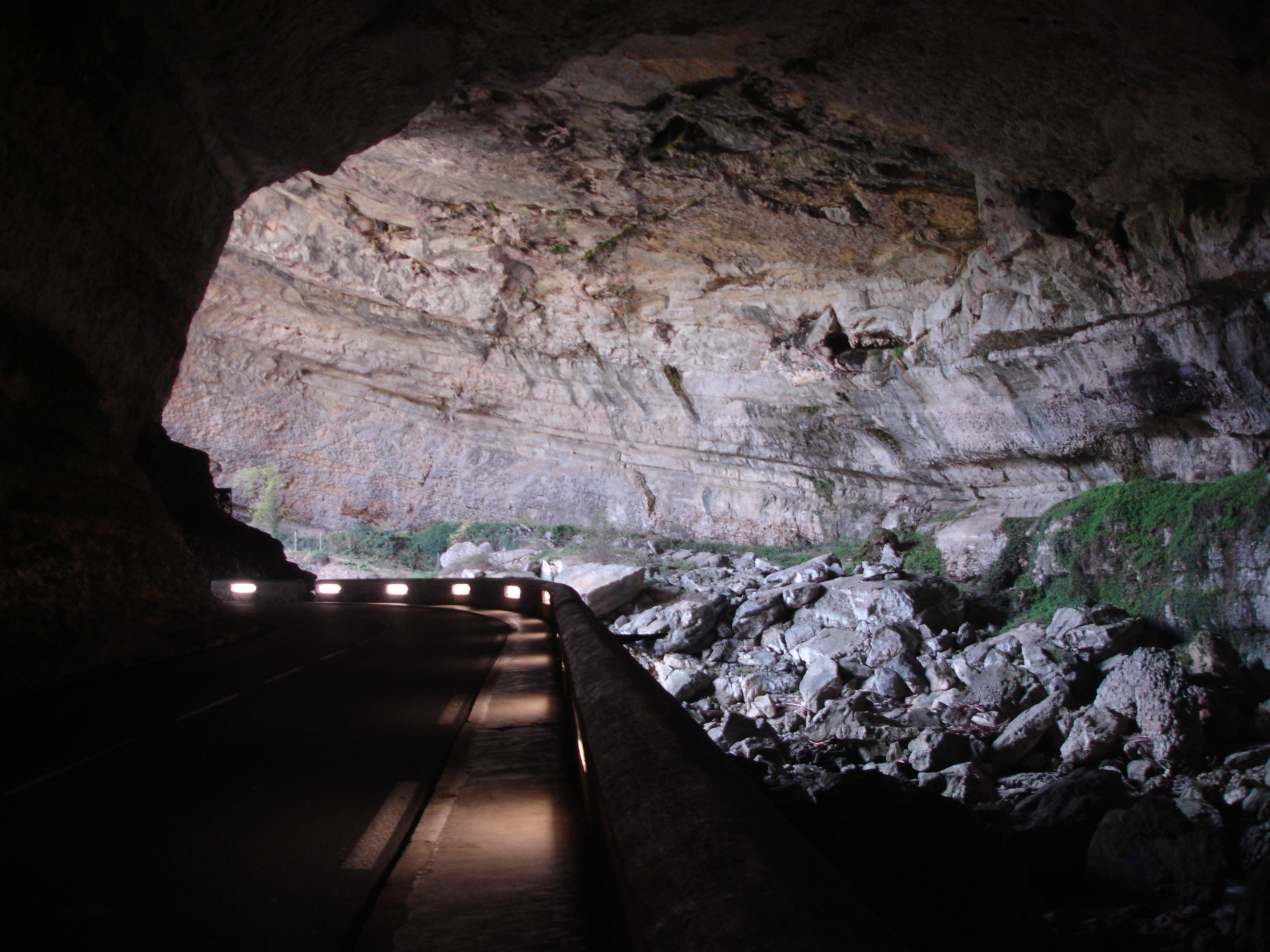
Gruta de Mas-d'Azil.